# بقعه کاشفیه

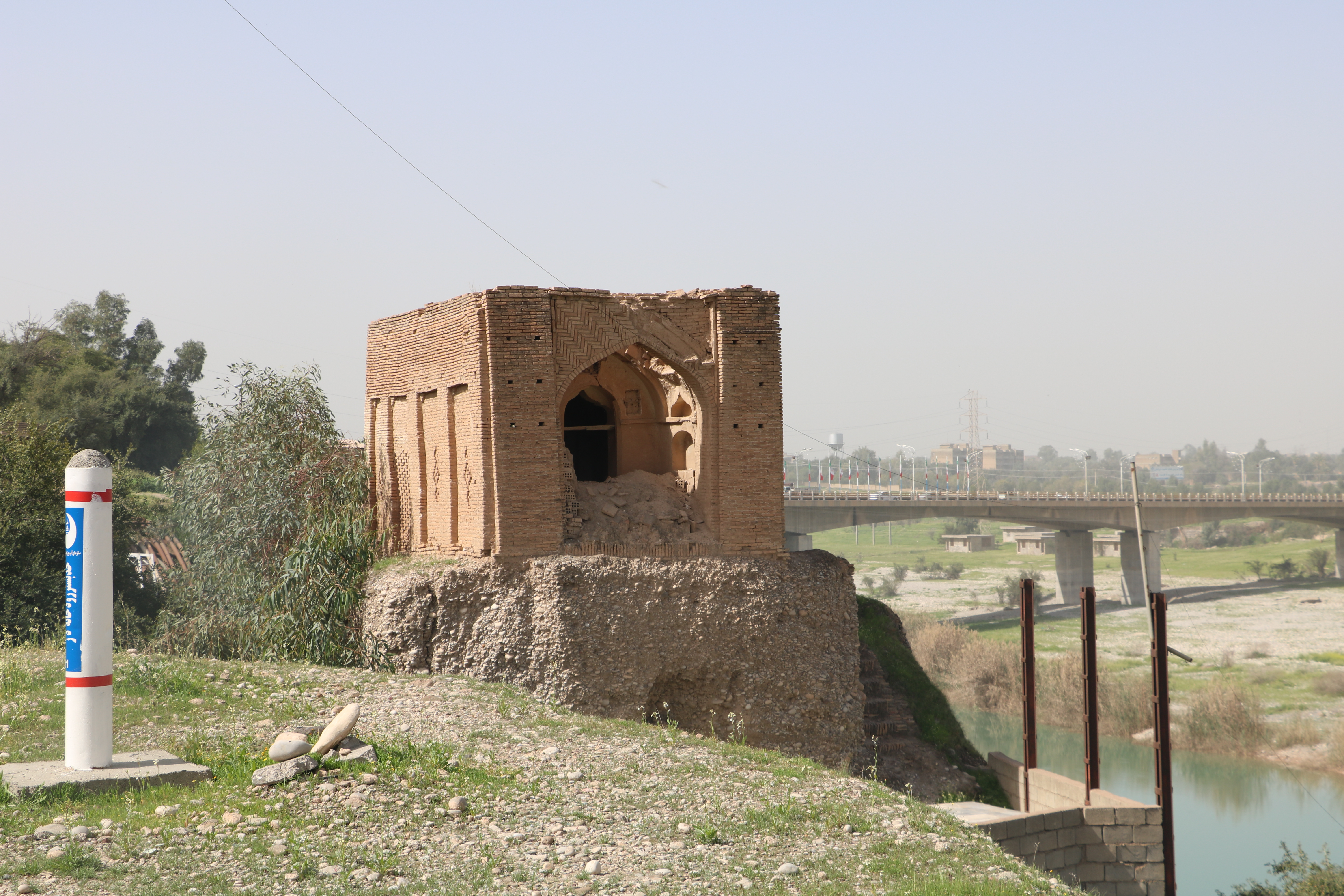
بقعه کاشفیه دزفول

مقبره قدیمی کاشفیه با قدمت ۲۵۰ ساله (دوره زندیه)، جایگاه عبادت و ریاضت شیخ انصاری و استادش سید صدرالدین کاشف دزفولی در ۱۸۰ سال گذشته نیز بوده است. کاشف دزفولی (زاده آخر شب یکشنبه ۱۸ صفر ۱۱۷۴ ه‍.ق) در سال ۱۲۵۸ قمری در سن ۸۴ سالگی در دزفول از دنیا رفت و پس از فوت جنازه وی را به کربلا بردند و در بین رواق و حرم امام حسین دفن شد. گروهی از مردم دزفول در آن زمان بنای یادبودی را برای کاشف بر روی تپه مرتفعی در کنار رود دزفول ساخته‌اند که به اتاق کاشفیه شهرت دارد. این مقبره شمال شهر دزفول، جنب ساحل رودخانه دز واقع شده است. در این مقبره آثار و کتیبه‌های تاریخی وجود دارد.
مقبره خانوادگی کاشفیه در ماه رجب سال ۱۲۷۵ هجری قمری، توسط سید محمدعلی عارف، برادر پدری سید صدرالدین کاشف دزفولی، بنا شد که به مقبره خانوادگی بستگان عارف نیز تبدیل شد. این مقبره بر فراز کت یا کهف سه در، محل عبادت کاشف دزفولی، بنا شده است. بر دیواره‌های این مقبره کاشی‌هایی وجود دارد که ابیاتی چند از کاشف بر آن‌ها حک شده است. بانی و راقم این کاشی‌ها سید محمدصادق بن سید محمدعلی عارف است که در محرم سال ۱۲۷۸ هجری قمری آنها را نوشته است.